# Borovci (Markovci)
Borovci (Duits: Worowetz) is een plaats in Slovenië en maakt deel uit van de gemeente Markovci in de NUTS-3-regio Podravska. De plaats telde 304 inwoners op 1 januari 2020.